# Speculum humanae salvationis

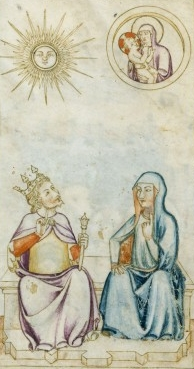
Miniatura tratta dal più antico manoscritto dello Speculum humanae salvationis, Bibliothèque de l'Arsenal, Ms.593, 1324.

Lo Speculum humanae salvationis (in latino: Specchio dell'umana salvezza), è un'opera di argomento teologico del primo quarto del XIV secolo. Il testo, scritto in latino, è anonimo. Anche se per lungo tempo venne attribuito a Vincenzo di Beauvais, ora gli specialisti propendono per Ludolfo di Sassonia.
Si tratta di una delle più diffuse opere tardo-medievali, oggetto di numerose copie miniate, di incunaboli xilografici e di incunaboli a stampa.

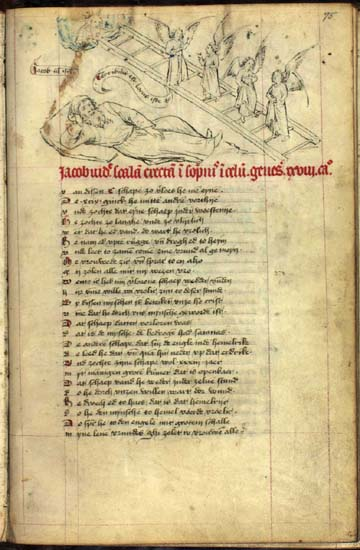
La Scala di Giacobbe prefigurazione dell'Ascensione, da uno Speculum del 1430, pagina di destra

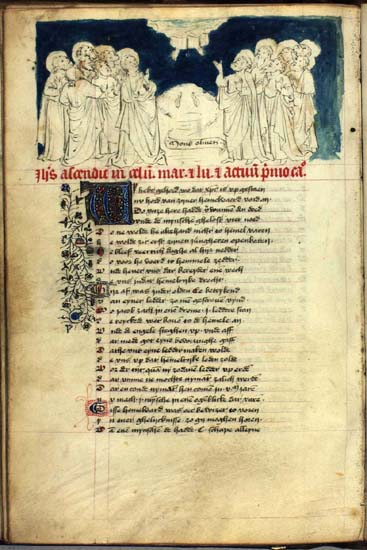
Ascensione di Gesù Cristo dal medesimo manoscritto, pagina di sinistra (Biblioteca reale di Danimarca)

## Contenuto
Scopo dell'opera è descrivere la storia dell'uomo dal momento della sua caduta al momento della sua completa redenzione.
Il libro è stato concepito in base al principio della tipologia (dal greco typos: archetipo, modello) biblica, vale a dire il confronto tra episodi del Nuovo con avvenimenti corrispondenti dell'Antico Testamento. La storia precedente alla venuta di Cristo non è che una prefigurazione della sua vita sulla Terra. Ogni episodio della vita di Cristo si ritrova esposto in uno o più passi dell'Antico Testamento, o della storia dei popoli pagani.
Il libro inizia con un prologo e una tavola descrittiva, seguiti da 42 capitoli. Il prologo, di 100 righe, contiene la giustificazione da parte dell'autore in forma di parabola. La tavola, normalmente all'inizio dell'opera, è lunga 300 righe.
Ogni capitolo è diviso in quattro parti: dapprima viene raccontato un episodio della vita di Cristo, seguito da tre episodi dell'Antico Testamento che l'hanno anticipato, con abbondanti illustrazioni delle quattro storie. Ognuno dei 42 capitoli si compone di 100 righe di testo in rima. Molti manoscritti, oltre ai 42 capitoli, ne contengono altri tre, che non sono tipizzati come i precedenti: il primo contiene una descrizione delle sette stazioni della Passione di Gesù, il secondo i sette dolori della Vergine e l'ultimo le sue sette gioie.
Ogni capitolo costituisce un'unità, che termina con una preghiera: quindi può rappresentare la base per un sermone, cui potevano ispirarsi i predicatori dell'epoca.
Il testo è sovente illustrato da miniature. Poiché spesso si trattava di manoscritti prodotti in serie, la loro forma è sovente standardizzata: un capitolo occupa, di solito, due pagine, in ragione di due colonne di 25 righe ciascuna per pagina, con una miniatura o un'altra illustrazione nella parte superiore di ciascuna colonna. Ogni opera completa contiene in totale 192 miniature.

## Datazione ed attribuzione
Sul testo appare un'indicazione dell'anonimo autore: egli afferma di averlo scritto dopo il trasferimento della sede papale ad Avignone nel 1309. I due più antichi manoscritti conservati risalgono al 1324 (BNF Lat.9584 e Arsenal 593),. Tuttavia, gli ultimi tre capitoli potrebbero essere stati aggiunti in seguito (in effetti, i più antichi manoscritti che li contengono risalgono alla metà del XIV secolo).
Il testo è stato per molto tempo attribuito a Vincenzo di Beauvais, domenicano francese autore di molte raccolte e dello Speculum all'inizio del XIII secolo. In particolare, Jean Miélot, che nel Quattrocento tradusse il testo originale in francese, lo designò come autore originale. Diversi indizi nel testo mostrano infatti un influsso della spiritualità domenicana. Ad esempio, nel capitolo 42, nella descrizione del cielo, San Tommaso d'Aquino, domenicano, viene messo allo stesso livello degli altri Padri della Chiesa, Gregorio, Geronimo, Ambrogio ed Agostino.
Oggi la maggior parte degli specialisti vi vede la mano di Ludolfo di Sassonia, monaco d'origine sassone, divenuto domenicano nel 1314, ma entrato nel 1340 al convento dell'Ordine certosino di Strasburgo. Egli infatti, è l'autore di una Vita Christi, della quale alcuni passaggi sono inclusi integralmente nello Speculum.

## Diffusione e traduzioni

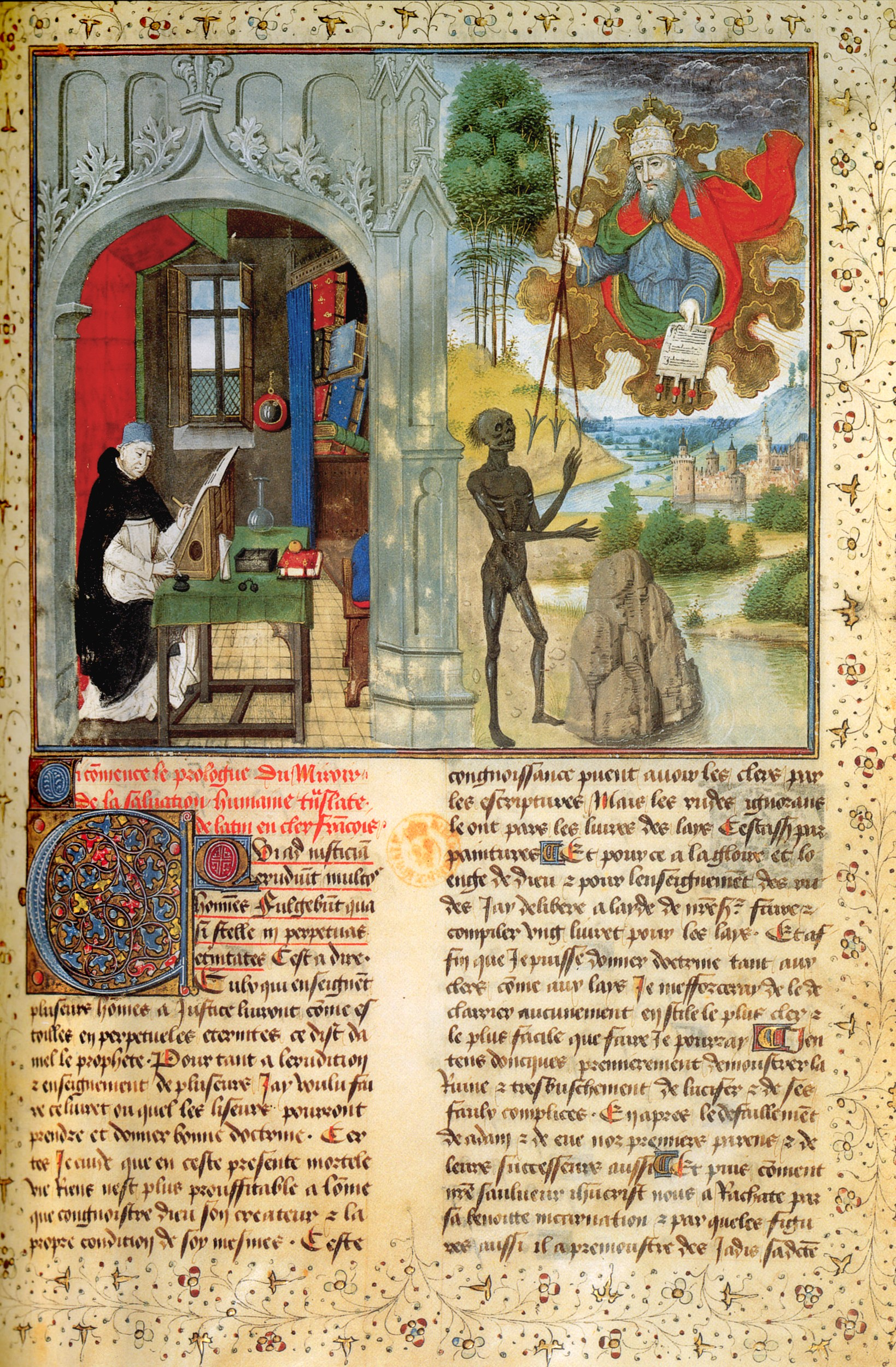
Frontespizio di un manoscritto del Miroir de la salvation humaine di Jean Miélot per Filippo III di Borgogna.

Il libro ha goduto di una notevole diffusione: sono documentati 350 manoscritti in latino, dei secoli XIV e XV, così come sono note traduzioni in francese, tedesco, inglese, olandese e ceco. La maggior parte delle biblioteche dell'epoca possedeva almeno una copia del manoscritto. Quasi tutti gli esemplari conosciuti sono illustrati sullo stesso modello dei due capostipiti del 1324.
Nel 1448 Filippo III di Borgogna commissionò a Jean Miélot una traduzione del testo in francese, dal titolo Le Miroir de la salvation humaine. Jean Miélot realizzò allora un manoscritto originale (Biblioteca reale del Belgio, Ms. 9249–50), chiamato Minutes, destinato a servire come modello per altri manoscritti illustrati, che vennero copiati e successivamente miniati.
Sempre nel XV secolo, numerose opere decorate con xilografie vennero realizzate in Olanda, soprattutto da parte di Laurent Coster. Un centinaio di questi antenati degli incunaboli si conservano ancora oggi.